# Роз'їзд 32
Роз'їзд 32 (каз. рзд.32) — станційне селище у складі Сауранського району Туркестанської області Казахстану. Входить до складу Чернацького сільського округ.
Населення — 59 осіб (2021; 66 у 2009, 165 у 1999, 507 у 1989).